# Юдре (община)
Община Юдре (на шведски: Ydre kommun) е разположена в лен Йостерйотланд, югоизточна Швеция с обща площ 783 km2 и население 3617 души (към 31 декември 2013). Административен център на община Юдре е град Йостербюму.